# Сурдология
Сурдоло́гия (лат. surdus — глухой + др.-греч. λόγος — учение) — раздел дефектологии, занимающийся изучением проблем адаптации и медицинской, педагогической социальной реабилитации пациентов с глухотой или нарушениями слуха. В качестве отдельного направления сурдология сформировалась после I Международного аудиологического конгресса, прошедшего в 1948 году. Сурдология большинством специалистов рассматривается также как раздел аудиологии, основной задачей которого является изучение только наиболее тяжёлых форм расстройства слуха. Вопросами обучения и воспитания детей с нарушением слуха занимается сурдопедагогика.